# Râul Roșia Mare
Râul Roșia Mare este un curs de apă afluent al râului Siriu. 

## Hărți
- Harta Munții Buzăului [nefuncțională – arhivă]